# Франц Кресс фон Крессенштайн
Барон Франц Отто Кресс фон Крессенштайн (нім. Franz Otto Freiherr Kreß von Kressenstein; 23 липня 1881, Аугсбург — 14 січня 1957, Планегг) — німецький офіцер, генерал кавалерії вермахту (1 жовтня 1936).

## Біографія
Син генерал-полковника Баварської армії Отто Кресса фон Крессенштайна і його дружини Йоганни, уродженої фон Орфф. 15 липня 1900 року поступив на службу фанен-юнкером в Баварську армію. Після початку Першої світової війни призначений офіцером штабу 1-ї піхотної дивізії, з 25 грудня 1914 року — 1-й офіцер Генштабу. 16 вересня 1915 року переведений на аналогічну посаду в кавалерійську дивізію, яка воювала в Польщі. В тому ж році призначений камергером. 12 березня 1918 року переведений у 8-му резервну дивізію.
Після демобілізації армії залишений у рейхсвері. З 15 жовтня 1935 по 6 жовтня 1936 року — командир 14-ї піхотної дивізії. З 6 жовтня 1936 року — командувач 12-м військовим округом. 28 лютого 1938 року вийшов у почесну відставку з правом носіння форми 17-го кавалерійського полку зі знаками розрізнення офіцера Генштабу.

## Нагороди
- Медаль принца-регента Луїтпольда
- Залізний хрест 2-го і 1-го класу
- Орден Корони (Пруссія) 4-го класу
- Орден Альберта (Саксонія), лицарський хрест 2-го класу
- Орден «За заслуги» (Баварія) 4-го класу з мечами і короною
- Ганзейський Хрест (Гамбург)
- Орден Генріха Лева 4-го класу
- Хрест «За військові заслуги» (Брауншвейг) 2-го класу
- Хрест «За вислугу років» (Баварія) 2-го класу (24 роки)
- Почесний хрест ветерана війни з мечами
- Медаль «За вислугу років у Вермахті» 4-го, 3-го, 2-го і 1-го класу (25 років)